# Intel Xe

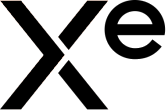
Intel Xeのロゴ

Intel Iris Xeのロゴ

Intel Xe (インテル エックスイー、Intel Xe)はインテルが開発中の汎用GPU（GPGPU）およびディスクリートGPU（dGPU）製品である。コードネームはArctic Sound。製品ブランド名には、Intel Iris XeやIntel Arcも用いられる。
Intel Xeには新しい命令セットアーキテクチャが採用されている。このテクノロジーはXe-LPとして、インテルのTiger Lake世代の製品から利用可能となっている。Intelにとって、1998年発表のIntel 740以来の単体GPUである。
業界を牽引するNVIDIAやAMDのGPU（特にdGPU）と比較すると、性能が低い傾向にあり、本格的な3Dアプリケーションを動作させる上では性能不足である。特にIntel Xeの内蔵GPU（iGPU）の場合は、最新の場合でもCPUに統合されており回路規模が小さいため、性能が大きく劣ることになる。但し、低コストで最低限の3Dアプリケーションが動けば良いのであれば利用検討の余地がある。

## 概要
「Xe-LP」「Xe-LPG」「Xe-HPG」「Xe-HP」「Xe-HPC」の5つのアーキテクチャがある。Intel Xeでは新しい命令セット・アーキテクチャーを採用し、実質的にすべての命令エンコーディングが変更されている。サンプラー・フィードバック、デュアル・キュー・サポート、DirectX 12 ビュー・インスタンシング・ティア2、AV1 8ビットおよび10ビット固定機能ハードウェア・デコーディングなどが新しく実装されている。

### マイクロアーキテクチャ
Intel Xe GPUは以下のマイクロアーキテクチャで構成されている。

#### Xe-LP
Xe-LPはXeアーキテクチャの低消費電力版である。第11世代インテル Core プロセッサーの内蔵グラフィックス（統合グラフィックス）「Intel Iris Graphics」やノートパソコン用GPU「Intel Iris Xe MAX」（コードネーム：DG1）のほか、サーバー向けGPU「H3C XG310」（コードネーム：SG1）に搭載される。

#### Xe-LPG
Xe-LPGはXe-HPGをベースに、省電力性を重視してXMX（行列演算器）を削除するなどの調整を行ったバージョンである。Xe-LPと比べるとレイトレーシングユニットの搭載などの優位性がある。
後に、XMXを復活させたXe-LPG+と呼ばれる派生バージョンが登場した。

#### Xe-HPG
Xe-HPGはエンスージアスト（マニア）向け、またハイパフォーマンスゲーミング向けのバージョンである。グラフィックス性能に特化したマイクロアーキテクチャーで、ハードウェアアクセラレーションによるレイトレーシングをサポートしている。マイクロアーキテクチャは、Xe-LPをベースに、Xe-HPとXe-HPCを改良したものである。外部ファブを活用して製造される。Intelは、Xe HPG DG2のコードネームを「Alchemist」（アルケミスト）とし、Intel Arc Graphicsのブランド名の下で商品展開することを発表した。AlchemistではDisplayPort 2.0に対応している。

#### Xe-HP
Xe-HPはXeのデータセンター向けハイパフォーマンスバージョンで、FP64パフォーマンスとマルチタイル・スケーラビリティに最適化されている。

#### Xe-HPC
Xe-HPCはXeアーキテクチャのハイ・パフォーマンス・コンピューティング（高性能計算）向けバージョン。Ponte Vecchioに採用され、スーパーコンピュータ「オーロラ」等に搭載される。

### 沿革

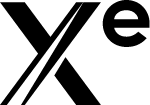
Intel Xeの旧ロゴ

2018年4月に、インテルはデータセンターとPCゲーム市場の両方をターゲットとするディスクリートGPU 開発チームを編成し、NVIDIAとAMD双方と肩を並べつつあると報道された。この報道の裏付けとして、業界では、今まで同社のグラフィックス部門に100人以上の欠員があり、そのため2017年後半に元Radeon Technologies Group （AMD）の開発リーダーであるラジャ・コドゥリを引き抜いたとの噂がささやかれていた。開発中の新製品のコードネームは「Arctic Sound」とされた。当初、このプロジェクトはデータセンターのビデオストリーミングチップを対象とするとされていたが、のちにデスクトップ向けGPUにまで拡大された。
2018年6月、インテルは2020年にディスクリートGPUを発売する予定であると正式に発表した。
2019年9月、アメリカのテクノロジー情報サイトであるhothardware.comは、「Xe Graphics（正式には "Gen 12"）では、従来のIntelのGPUの命令セットアーキテクチャ（ISA）が大幅に変更され、事実上すべての命令エンコードが変更される」と報じたまた、Xe Graphicsは、 Tiger Lake製品と同梱される予定であると報じた。
2019年10月には、最初の「Xe」ディスクリートGPUである、「Xe DG1」がテストを開始した。
イギリスのテクノロジー情報サイト、hexus.netの2019年後半のレポートによると、ディスクリートGPUは2020年半ばに発売される予定。データセンターおよび自動運転アプリケーション向けに、GPU/CPUの組み合わせ（GPGPU）製品も期待される。当初、製品は10nmプロセス（2021年には7nmプロセス）で製造され、新しい3Dチップ技術であるIntel Foverosダイスタッキングパッケージテクノロジーを採用する予定だった（詳しくは3Dダイスタッキングを参照されたし）。
2019年11月17日、インテルは汎用HPC/AI向けGPUである、「Ponte Vecchio」を発表した。このチップは、Intelの2.n次元パッケージング技術である「Embedded Multi-Die Interconnect Bridge」（EMIB）と3次元パッケージング技術であるFoverosを7nmプロセスで採用するための試作品である。これは、アメリカ合衆国アルゴンヌ国立研究所で、2つのIntel Xeon（Sapphire Rapids世代の製品）CPUと6つの「Ponte Vecchio」 GPUで構成される計算ノードを備えた、新型スーパーコンピューター 「Aurora」で使用される予定。
2020年1月、「Xe DG1」を開発者向けに発表。
8月13日、Intel Architecture Day 2020にて、Xe-HPC、Xe-HP、Xe-LPに続いて、2021年にはGDDR6とレイ・トレーシングをサポートしたゲーミングPC向け「Xe-HPG」（Xe DG2）のリリースが予定されていると発表した。
11月1日、それまで「Xe DG1」（Xe-LP）とされてきたGPUを「Iris Xe」として、Iris Xeブランドからノートパソコン向けのディスクリートGPU「Iris Xe MAX Graphics」を発表。「Intel Deep Linkテクノロジー」によって、第11世代Intel Coreプロセッサ（Tiger Lake）と連携した動作が可能。11月11日にはデータセンター向けとしてXe-LPを採用した「Intel Server GPU」を発売した。
2021年1月27日には、「Xe DG1」の一つとしてデスクトップ向けのディスクリートGPUを搭載したグラフィックカードを発表。OEM供給され、ASUSなど2社から発売される予定。ブランド名は「Iris Xe MAX」と同様、「Iris Xe」とした。ASUSからは「DG1-4G」の名で発売される。
2021年8月17日、Intelは新ブランド「Intel Arc」（インテル アーク）を立ち上げ、Intel Xe HPGをゲーミング向けの高性能GPUとして2022年第1四半期に発売すると発表した。それまで「DG2」としていたIntel Xe HPGのコードネームも「Alchemist」（アルケミスト）に変更されている。
2025年以降にはIntel Xe2へ完全移行する模様。

## Xeを使用した製品

### 統合グラフィックス
第11世代インテル Core プロセッサー（コードネーム「Tiger Lake」および「Rocket Lake」）以降、Xe-LP マイクロアーキテクチャを採用している。
| モデル                                              | プロセス     | ユニット数 | ユニット数     | 最大ブーストクロック (MHz) | 処理能力 (GFLOPS) | 処理能力 (GFLOPS) | 処理能力 (GFLOPS) | 処理能力 (GFLOPS) | 備考                       |
| モデル                                              | プロセス     | 実行       | シェーディング | 最大ブーストクロック (MHz) | 処理能力 (GFLOPS) | 処理能力 (GFLOPS) | 処理能力 (GFLOPS) | 処理能力 (GFLOPS) | 備考                       |
| モデル                                              | プロセス     | 実行       | シェーディング | 最大ブーストクロック (MHz) | FP16              | FP32              | FP64              | INT8              | 備考                       |
| --------------------------------------------------- | ------------ | ---------- | -------------- | -------------------------- | ----------------- | ----------------- | ----------------- | ----------------- | -------------------------- |
| Intel UHD Graphics 730                              | Intel 14nm++ | 24         | 192            | 1200–1300                  |                   |                   |                   |                   | Used in Rocket Lake-S      |
| Intel UHD Graphics 750                              | Intel 14nm++ | 32         | 256            | 1200–1300                  |                   |                   |                   |                   | Used in Rocket Lake-S      |
| Intel UHD Graphics P750                             | Intel 14nm++ | 32         | 256            | 1300                       |                   |                   |                   |                   | Used in Xeon W-1300 series |
| Intel UHD Graphics for 11th Gen Intel Processors    | Intel 10SF   | 32         | 256            | 1400–1450                  |                   |                   |                   |                   | Tiger Lake-Hで使用         |
| Intel UHD Graphics for 11th Gen Intel Processors G4 | Intel 10SF   | 48         | 384            | 1100–1250                  | 1690–1920         | 845-960           | 422–480           | 3379–3840         | Used in Tiger Lake-U       |
| Iris Xe Graphics G7                                 | Intel 10SF   | 80         | 640            | 1100–1300                  | 2816–3328         | 1408–1664         | 704–832           | 5632–6656         | Used in Tiger Lake-U       |
| Iris Xe Graphics G7                                 | Intel 10SF   | 96         | 768            | 1100–1350                  | 3379–4147         | 1690–2074         | 845–1037          | 6758–8294         | Used in Tiger Lake-U       |

### ディスクリートグラフィックス
| モデル          | プロセス   | ユニット数 | ユニット数     | クロック速度            | クロック速度    | メモリー    | メモリー      | メモリー    | メモリー     | 処理能力 (GFLOPS) | 処理能力 (GFLOPS) | 処理能力 (GFLOPS) | 処理能力 (GFLOPS) | 備考 |
| モデル          | プロセス   | 実行       | シェーディング | クロック速度            | クロック速度    | メモリー    | メモリー      | メモリー    | メモリー     | 処理能力 (GFLOPS) | 処理能力 (GFLOPS) | 処理能力 (GFLOPS) | 処理能力 (GFLOPS) | 備考 |
| モデル          | プロセス   | 実行       | シェーディング | ブースト クロック (MHz) | メモリー (MT/s) | サイズ (GB) | 帯域幅 (GB/s) | バス タイプ | バス幅 (bit) | FP16              | FP32              | FP64              | INT8              | 備考 |
| --------------- | ---------- | ---------- | -------------- | ----------------------- | --------------- | ----------- | ------------- | ----------- | ------------ | ----------------- | ----------------- | ----------------- | ----------------- | ---- |
| Iris Xe MAX     | Intel 10SF | 96         | 768            | 1650                    | 4266            | 4           | 68            | LPDDR4x     | 128          | 5069              | 2534              | 1267              | 10138             |      |
| Intel Arc A350M | TSMC N6    | 96         | 768            | 1150                    | 14000           | 4           | 112           | GDDR6       | 64           |                   |                   |                   |                   |      |
| Intel Arc A370M | TSMC N6    | 128        | 1024           | 1550                    | 14000           | 4           | 112           | GDDR6       | 64           |                   |                   |                   |                   |      |
| Intel Arc A550M | TSMC N6    | 256        | 2048           | 900                     | 14000           | 8           | 224           | GDDR6       | 128          |                   |                   |                   |                   |      |
| Intel Arc A730M | TSMC N6    | 384        | 3072           | 1100                    | 14000           | 12          | 336           | GDDR6       | 192          |                   |                   |                   |                   |      |
| Intel Arc A770M | TSMC N6    | 512        | 4096           | 1650                    | 16000           | 16          | 512           | GDDR6       | 256          |                   |                   |                   |                   |      |

#### Intel Iris Xe Max (DG1)
2020年8月、Intelは、2020年後半にリリースされる可能性のあるXe DG1 GPUを出荷していると報じられた一方、エンスージアスト市場向けのDG2 GPUについてもコメントを発表した。DG1は、ノートパソコン向けには「Iris Xe MAX」や「Iris Xe Graphics（iRIS Xe）」として販売されており、「DG1 SDV」として開発者向けのグラフィックカードも販売されている。
Xe MAXは、2020年11月1日に中華人民共和国で初めて発売されたエントリーレベルのGPUで、Tiger Lakeプロセッサに搭載されている統合GPUに近いが、専用メモリを搭載し、クロック速度が高く、性能が若干向上しており、TDP要件も異なる。NVIDIAのノートパソコン用GeForce MXシリーズのGPUと競合する。スリムで携帯性に優れた生産性の高いノートパソコンを対象としており、128ビット幅のメモリバスを備えた4GBの専用LPDDR4X-4266メモリを搭載し、96個のEU、48個のテクスチャユニット、24個のROP、ピーククロックは1650MHz、性能は2.46FP32TFLOPS、TDPは25wとなっている。これに対し、Tiger Lakeプロセッサーの統合GPUの性能は2.1FP32TFLOPSである。Xe MAXは、統合GPUを置き換えるのではなく、統合GPUと並行して動作するように設計されているため、タスクは統合GPUとディスクリートGPUに分けて処理される。発売当初、「ASUS VivoBook Flip 14 TP470」、「acer Swift 3X」、「Dell Inspiron 15 7000」のノートパソコン3機種にのみ採用された。Intel Xe MAX GPUが搭載できるのは、Tiger Lakeプロセッサーを採用した機種に限定される。
デスクトップパソコン向けのXe MAXは、低価格帯の機種をターゲットに、2021年初頭にOEM専用としてリリースされる。このようなコンピューターは、統合型GPUよりも優れたグラフィックスを持ちながらも、コストを削減でき、OEMメーカーがあくまで専用GPUを搭載していることをアピールできるようになると期待されている。

#### Intel Iris Xe Graphics デスクトップカード
Intelは2021年1月26日、OEMやシステムインテグレーター向けのIntel Iris Xe Graphicsデスクトップカードを正式に発表した。AV1ビデオデコーディング、HDR（ハイダイナミックレンジ）ビデオサポート、ディープラーニング推論において、他のグラフィックオプション、特に統合グラフィックスよりも改善されたものとして、メインストリームのデスクトップパソコンやビジネスパソコンを対象とした製品だが、80EUのみと、ノートパソコン用のものに比べると性能は低い。最初に発売されたカードはASUS製で、DisplayPort 1.4、HDMI 2.0、Dual Link DL-DVI-D出力を備え、受動冷却（パッシブ・クーリング）を採用している。
なお、使用可能な環境は著しく制限され「第9世代と第10世代のCoreプロセッサ」「B460／H410／B365／H310Cなどのチップセット」「専用のBIOS」等の条件を満たした、一部のIntel系システムのみに対応。またAMD系システムでは使用できない。

#### Intel Arc Graphics

Intel Arcのロゴ

Intel Arcは、ゲーム用に最適化された高性能ディスクリートグラフィックスである。AMD RadeonおよびNVIDIA GeForceといった他社製GPUと競合する製品として開発された。第1世代は、元々「DG2」のコードネームで開発され、製品発表とともに「Alchemist」（アルケミスト）への変更が明らかとなった。このコードネームは主にビデオゲームにおいて、「（各話ごとに）連なった物語」を意味する「story arc」（ストーリー・アーク）に由来する。「Alchemist」ではDisplayPort 2.0をサポートし、製造は中華民國(台湾)のTSMCに外部委託される予定となっている。2022年第1四半期発売予定。第2世代以降の製品のコードネームについても明らかにされており、それぞれ「Battlemage」（バトルメイジ）、「Celestial」（セレスティアル）、「Druid」（ドルイド）とされている。

#### Ponte Vecchio
Intelは2019年11月17日、コードネーム「Ponte Vecchio」と呼ばれる汎用HPC/AI GPUを正式に発表した。同製品は、Xe-HPCアーキテクチャーと、Intelの「Embedded Multi-Die Interconnect Bridge」（EMIB）、7nmノード（英語版）のFoverosダイスタッキングパッケージを採用する。アルゴンヌ国立研究所のエクサスケール・スーパーコンピューター「Aurora」（オーロラ）に採用され、計算ノードは、2つの次世代Intel Xeon（Sapphire Rapids世代）CPUと、6つのPonte Vecchio GPUで構成される。